# لمنة داكنة
لمنة داكنة (الاسم العلمي:Lemna obscura) هي نوع من النباتات يتبع جنس اللمنة من الفصيلة اللوفية.